# Ulospora bilgramii
Ulospora bilgramii är en svampart som först beskrevs av D. Hawksw., C. Booth & Morgan-Jones, och fick sitt nu gällande namn av D. Hawksw., Malloch & Sivan. 1979. Ulospora bilgramii ingår i släktet Ulospora och familjen Testudinaceae.   Inga underarter finns listade i Catalogue of Life.